# Celska Kronika
Die Celjska kronika wurde von dem slowenischen Geistlichen Ignac Orožen (1819–1900) in Slowenisch verfasst. Das Werk beschreibt über den Zeitraum von rund 2200 Jahren die Besiedelungsgeschichte und Abfolge von geistlichen und weltlichen Würdenträgern im Raum Cilli, dem heutigen Celje (Slowenien).

Ignac Orožen: Titelseite der Celska Kronika aus dem Jahre 1854

## Buchbeschreibung
Beginnend etwa 400 v. Chr., mit dem Verweis Herodots auf die Syginnen, die die ältesten Bewohner der heutigen Steiermark und des Cillier Raumes gewesen sein sollen, endet die Chronik mit der Tagung des steirischen Forstvereines am Montag, dem 4. September 1854.
Das Werk ist in acht Epochen unterteilt, gefolgt von einer Auflistung der Cillier Bischöfe und Cillier Pfarrer sowie weiterer Geistlicher (Vikare, Kaplane). Ferner folgt ein Namensverzeichnis (Imenik) von Geistlichen, die in Cilli geboren wurden. In zwei weiteren Verzeichnissen werden die Cillier Bezirkshauptleute, die Stadtrichter und Bürgermeister aufgelistet. Es folgen die Aufschriften auf römischen Steinen und Denkmälern, die in Cilli und Umgebung aufgefunden wurden und auch in Cilli aufbewahrt werden. Den Abschluss bilden ein Verzeichnis von „Weniger bekannten Wörtern“ (Manj znane besede) und ein von Orožen erstellter Stammbaum der Grafen von Cilli (Rodoslovnica Celskih Grofov) mit der Darstellung des Wappens der Grafen von Cilli (Gerb Celskih Grofov).
Die acht Epochen sind in folgende Zeiträume unterteilt:
- Erste Epoche (Perva doba): Bewohner des Cillier Raumes vor Christi Geburt.
- Zweite Epoche (Druga doba): Cilli unter römischer Herrschaft. Vom Jahre 33 v. Chr. bis zum Jahre 475 n. Chr.
- Dritte Epoche (Tretja doba): Cilli unter der Herrschaft der Heruler, Goten und der Langobarden. Vom Jahre 476 bis 600
- Vierte Epoche (Četerta doba): Von der Besiedlung des Cillier Raumes durch die heutigen Slowenen bis zur Fusion der Unteren Kärntner Mark mit der Steiermark. Vom Jahre 600 bis 1149.
- Fünfte Epoche (Peta doba): Von der Fusion der Unteren Kärntner Mark mit der Steiermark bis zur Erhebung der Herren von Sanneck in den Grafenstand. Vom Jahre 1149 bis 1341.
- Sechste Epoche (Šesta doba): Von der Erhebung der Herren von Sanneck in den Grafenstand bis zum Tod des letzten Grafen von Cilli. Vom Jahre 1341 bis 1456.
- Siebte Epoche (Sedma doba): Von der Aufteilung der Grafschaft Cilli bis zum Umsturz in Österreich. Vom Jahre 1456 bis 1848.
- Achte Epoche (Osma doba): Vom Umsturz in Österreich 1848 bis zum Jahre 1854.